# Campeonato Femenino Sub-15 de la Concacaf
El campeonato femenino sub-15 de la Concacaf es una competencia de fútbol de CONCACAF para las futbolistas mujeres de 15 años.

## Historia
El torneo se lleva a cabo para promover el fútbol femenino en Concacaf y se desarrolla cada dos años. Sin embargo, el torneo se suspendió durante su edición de 2020 debido a la pandemia de COVID-19. Posteriormente, se retomó su realización de manera bianual desde la edición de 2022.

## Campeonatos
| Edición | Año          | Sede                               | Campeón        | Segundo lugar | Tercer lugar      | Cuarto Lugar         |
| ------- | ------------ | ---------------------------------- | -------------- | ------------- | ----------------- | -------------------- |
| 1       | 2014 Detalle | Islas Caimán                       | Canadá         | Haití         | Trinidad y Tobago | Honduras             |
| 2       | 2016 Detalle | Estados Unidos                     | Estados Unidos | Canadá        | México            | Costa Rica           |
|         | Año          | Sede                               | Campeón        | Segundo lugar | Semifinalistas    | Semifinalistas       |
| 3       | 2018 Detalle | Estados Unidos                     | Estados Unidos | México        | Portugal          | Costa Rica           |
| 4       | 2022 Detalle | Estados Unidos                     | Estados Unidos | Canadá        | México            | República Dominicana |
| 5       | 2024 Detalle | Aruba/Costa Rica/Trinidad y Tobago | Estados Unidos | México        | Canadá            | Costa Rica           |

## Cuadro de participaciones
| Equipo                         | 2014 | 2016 | 2018  | 2022 | 2024 | Part. |
| ------------------------------ | ---- | ---- | ----- | ---- | ---- | ----- |
| Anguila                        | FG   | FG   | FG    | FG   | FG   | 5     |
| Antigua y Barbuda              | --   | FG   | FG    | --   | FG   | 3     |
| Aruba                          | --   | --   | --    | 2° B | 1° C | 2     |
| Bahamas                        | CF   | FG   | FG    | FG   | --   | 4     |
| Barbados                       | FG   | FG   | FG    | --   | FG   | 4     |
| Belice                         | FG   | --   | FG    | FG   | FG   | 4     |
| Bermudas                       | FG   | CF   | 1° D2 | FG   | FG   | 5     |
| Bonaire                        | --   | --   | --    | --   | FG   | 1     |
| Canadá                         | 1°   | 2°   | FG    | 2° A | 3° A | 5     |
| Costa Rica                     | CF   | 4°   | SF D1 | FG   | 4° A | 5     |
| Cuba                           | FG   | --   | --    | --   | FG   | 2     |
| Curazao                        | FG   | CF   | FG    | --   | FG   | 4     |
| Dominica                       | --   | --   | FG    | --   | FG   | 2     |
| El Salvador                    | --   | FG   | FG    | --   | FG   | 3     |
| Estados Unidos                 | --   | 1°   | 1° D1 | 1° A | 1° A | 4     |
| Granada                        | --   | FG   | 2° D2 | --   | FG   | 3     |
| Guadalupe                      | --   | --   | --    | --   | 3° C | 1     |
| Guatemala                      | --   | --   | --    | --   | 4° B | 1     |
| Guayana Francesa               | --   | --   | --    | --   | FG   | 1     |
| Guyana                         | --   | --   | FG    | FG   | FG   | 3     |
| Haití                          | 2°   | FG   | FG    | --   | FG   | 4     |
| Honduras                       | 4°   | --   | --    | 3° B | 1° B | 3     |
| Islas Caimán                   | CF   | FG   | FG    | FG   | FG   | 5     |
| Islas Turcas y Caicos          | --   | --   | --    | FG   | 4° C | 2     |
| Islas Vírgenes Británicas      | FG   | --   | --    | --   | --   | 1     |
| Islas Vírgenes Estadounidenses | --   | FG   | FG    | FG   | FG   | 4     |
| Jamaica                        | CF   | FG   | FG    | FG   | FG   | 5     |
| Martinica                      | --   | --   | SF D2 | 4° B | --   | 2     |
| México                         | --   | 3°   | 2° D1 | 3° A | 2° A | 4     |
| Nicaragua                      | --   | FG   | --    | 1° B | --   | 2     |
| Panamá                         | --   | --   | FG    | --   | --   | 1     |
| Puerto Rico                    | FG   | CF   | FG    | FG   | FG   | 5     |
| República Dominicana           | --   | FG   | FG    | 4° A | 2° B | 4     |
| Santa Lucía                    | --   | CF   | SF D2 | --   | 2° C | 3     |
| San Cristóbal y Nieves         | --   | --   | FG    | --   | FG   | 2     |
| San Vicente y las Granadinas   | --   | FG   | FG    | --   | FG   | 3     |
| Surinam                        | --   | --   | --    | --   | FG   | 1     |
| Trinidad y Tobago              | 3°   | FG   | --    | --   | 3° B | 3     |

| Equipos invitados         | Edición |
| ------------------------- | ------- |
| Gales                     | 2022    |
| Irlanda del Norte         | 2018    |
| Portugal                  | 2018    |
| Venezuela                 | 2016    |
| Aruba All Stars           | 2024    |
| Trinidad High Performance | 2024    |

| 1º | Campeón           |
| 2º | Subcampeón        |
| 3º | Tercer lugar      |
| 4º | Cuarto lugar      |
| SF | Semifinalista     |
| CF | Cuartos de final  |
| FG | Fase de grupos    |
| D1 | División 1        |
| D2 | División 2        |
| A  | Liga A            |
| B  | Liga B            |
| C  | Liga C            |
| -- | Sin participación |

## Premios

### Mejor jugadora (Balón de Oro)
| Edición             | Jugadora          |
| ------------------- | ----------------- |
| Islas Caimán 2014   | Sarah Stratigakis |
| Estados Unidos 2016 | Mia Fishel        |
| Estados Unidos 2018 | Jaedyn Shaw       |
| Estados Unidos 2022 | Kennedy Fuller    |
| Estados Unidos 2024 | Caroline Swann    |

### Goleadoras (Bota de Oro)
| Edición             | Jugadora                       |
| ------------------- | ------------------------------ |
| Islas Caimán 2014   | Chelsea Green Nérilia Mondésir |
| Estados Unidos 2016 | Payton Linnehan                |
| Estados Unidos 2018 | Ellie Stokes                   |
| Estados Unidos 2022 | Gabriella Quezada              |
| Estados Unidos 2024 | Carolina Reyna                 |

### Mejor guardameta (Guante de Oro)
| Edición             | Jugadora        |
| ------------------- | --------------- |
| Islas Caimán 2014   | Lysianne Proulx |
| Estados Unidos 2016 | Ruth Jones      |
| Estados Unidos 2018 | Azul Álvarez    |

### Premio al juego limpio
| Edición             | Equipo         |
| ------------------- | -------------- |
| Islas Caimán 2014   | Honduras       |
| Estados Unidos 2016 | México         |
| Estados Unidos 2018 | Portugal       |
| Estados Unidos 2022 | Estados Unidos |
| Estados Unidos 2024 | México         |